# Équicontinuité
En analyse, un ensemble de fonctions définies sur un espace topologique et à valeurs dans un espace uniforme est dit équicontinu en un point de l'espace de départ si ces fonctions non seulement sont toutes continues en ce point, mais le sont d'une façon semblable en un sens explicité plus loin. L'ensemble de fonctions sera dit équicontinu tout court s'il est équicontinu en tout point de l'espace de départ.
On parle souvent non d'ensemble, mais de famille de fonctions équicontinues ; ce qui importe cependant reste l'ensemble des fonctions de la famille.
Les familles de fonctions équicontinues possèdent certaines propriétés intéressantes. Par exemple, si une suite de fonctions continues converge simplement vers une fonction, cette fonction n'est pas forcément continue (un contre-exemple est donné par la famille de fonctions définies sur {\displaystyle [0,1]} par {\displaystyle x\mapsto x^{n}}). Cependant, si cette suite est équicontinue, alors la limite est continue.

## Définitions
Soit {\displaystyle \left(f_{i}\right)_{i\in I}} une famille de fonctions d'un espace topologique E dans un espace uniforme F. L'ensemble d'indices I peut être quelconque (fini ou infini dénombrable ou non).
La famille {\displaystyle \left(f_{i}\right)_{i\in I}} est dite :
- équicontinue au point x si :pour tout entourage V de F, il existe un voisinage U de x tel que, pour tout y ∈ U et tout i ∈ I, (fi(y), fi(x)) ∈ V ;
- équicontinue si elle est équicontinue en tout point de E ;
- Lorsque E est un espace uniforme, la famille est dite uniformément équicontinue si :pour tout entourage V de F, il existe un entourage U de E tel que, pour tout {\displaystyle \left(x,x^{\prime }\right)\in U} et pour tout i ∈ I, {\displaystyle \left(f\left(x\right),f\left(x^{\prime }\right)\right)\in V}.

Dans tout ce qui précède, on peut remplacer la famille {\displaystyle \left(f_{i}\right)_{i\in I}} par l'ensemble {\displaystyle \left\{f_{i}|i\in I\right\}}. On parlera donc d'un ensemble d'applications équicontinu en un point, ou équicontinu, ou uniformément continu.

## Interprétation
Étant donné la famille {\displaystyle \left(f_{i}\right)_{i\in I}}, on peut considérer l'application de l'espace E dans l'ensemble FI qui à tout {\displaystyle x\in E}associe la famille {\displaystyle \left(f_{i}(x)\right)_{i\in I}}.
L'équicontinuité (respectivement l'équicontinuité uniforme) de la famille {\displaystyle \left(f_{i}\right)_{i\in I}} équivaut à la continuité (resp. à la continuité uniforme) de cette application de E dans FI lorsqu'on munit FI de la topologie (resp. de la structure uniforme) de la convergence uniforme sur I.
Lorsque E est un espace métrique, cette structure uniforme sur FI est définie par une distance δ donnée par
{\displaystyle \delta (u,v)=\min(1,\sup _{i\in I}d(u_{i},v_{i})).}
La continuité de chacune des fi équivaut à la continuité de cette application de E dans FI lorsqu'on munit FI de la topologie de la convergence simple sur I, qui n'est autre que la topologie produit.

## Propriétés
1. Si une suite de fonctions est équicontinue et converge simplement alors la limite simple est continue. Plus généralement, si A est un ensemble équicontinu de fonctions de E dans F alors son adhérence dans l'espace produit FE (qui n'est autre que l'espace des applications de E dans F muni de la topologie de la convergence simple) est encore équicontinue.
2. Si une suite de fonctions est équicontinue et converge simplement sur un sous-ensemble dense de l'espace de départ, et si l'espace d'arrivée est complet, alors la suite converge simplement sur l'espace de départ tout entier (donc la propriété précédente s'applique). Plus généralement, sur un ensemble équicontinu d'applications d'un espace topologique E dans un espace uniforme, les structures uniformes de la convergence simple sur E et de la convergence simple sur une partie dense fixée de E coïncident[3].
3. Si une famille de fonctions définies sur un espace compact (muni de sa structure uniforme) est équicontinue, alors elle est uniformément équicontinue (application directe du théorème de Heine, via l'interprétation ci-dessus).
4. Si une suite de fonctions est équicontinue et converge simplement alors cette convergence est uniforme sur tout compact. Plus généralement, si K est un espace compact et si A est un ensemble équicontinu de fonctions de K dans F alors, sur A, la topologie de la convergence simple et celle de la convergence uniforme coïncident[4].
5. Théorème d'Ascoli : si K est un espace compact, F un espace uniforme et A une partie de l'espace des fonctions continues de K dans F (muni de la structure uniforme), alors A est relativement compacte si et seulement si A est équicontinue et pour tout x ∈ K, l'ensemble {\displaystyle A(x)=\left\{f(x)|f\in A\right\}} est relativement compact dans F.
6. Soit E un espace topologique (resp. uniforme), F un espace uniforme, H un ensemble équicontinu (resp. uniformément équicontinu) de fonctions de E dans F. Sur H, les structures uniformes de la convergence simple et de la convergence compacte (resp. précompacte) sont identiques.